# Anaxita martha
Anaxita martha är en fjärilsart som beskrevs av Paul Dognin 1904. Anaxita martha ingår i släktet Anaxita och familjen björnspinnare. Inga underarter finns listade i Catalogue of Life.